# International Alliance for Mountain Film
International Alliance for Mountain Film este o asociație înființată la Torino pe 5 februarie 2000, scopul său fiind promovarea, îmbunătățirea, apărarea și conservarea cinematografiei montane prin muncă comună și colaborare între membri. Include festivaluri de film, muzee și instituții care se ocupă de filme sectoriale. 
În prezent are 26 de membri, în 19 țări, de pe 5 continente: 25 de festivaluri și Muzeul Național al Muntelui din Torino, unde a fost fondată și are sediul IAMF.

## Membri
- Autrans (Franța) - Festival international du film de montagne d’Autrans - http://www.festival-autrans.com
- Bansko (Bulgaria) - International Mountain Film Festival in Bansko - http://www.banskofilmfest.com Arhivat în 22 octombrie 2020, la Wayback Machine.
- Bilbao (Spania) - Mendi Film Festival - http://www.mendifilmfestival.com
- Brașov (România) - Alpin Film Festival - https://alpinfilmfestival.ro/
- Breuil-Cervinia - Valtournenche (Italia) - Cervino CineMountain Festival - http://www.cervinocinemountain.com/
- Domžale - Lubiana (Slovenia) - Festival gorniškega filma - http://www.gorniski.si
- Dundee (Marea Britanie) - Dundee Mountain Film Festival - http://www.dundeemountainfilm.org.uk/
- Graz (Austria) - Mountainfilm Graz - http://www.mountainfilm.com
- Heerlen (Olanda) - Dutch Mountain Film Festival - https://www.dmff.eu
- Kathmandu (Nepal) - Kathmandu International Mountain Film Festival - http://kimff.org/
- Kendal (Marea Britanie) - Kendal Mountain Festival - http://www.mountainfest.co.uk/
- Cracovia (Polonia) - Krakow Mountain Festival - http://kfg.pl
- Les Diablerets (Elveția) - Festival du Film des Diablerets, Montagne-exploits-environnement - http://www.fifad.ch/
- Lugano (Elveția) - Festival dei Festival - http://www.festival-dei-festival.ch Arhivat în 20 mai 2016, la Wayback Machine.
- Poprad (Slovacia) - Medzinárodný Festival Horských Filmov Poprad - http://www.mfhf.sk/
- Sondrio (Italia) – SondrioFestival - http://www.sondriofestival.it/
- Tegernsee (Germania) - Tegernsee International Mountain Film Festival - http://www.bergfilm-tegernsee.de
- Telluride (USA) - Mountainfilm - http://mountainfilm.org
- Teplice nad Metují (Cehia) - International Mountaineering Film Festival - http://www.horolezeckyfestival.cz Arhivat în 17 aprilie 2021, la Wayback Machine.
- Torelló (Spania) - Torelló Mountain Film Festival -  http://www.torellomountainfilm.cat
- Torino (Italia) - Museo Nazionale Della Montagna “Duca degli Abruzzi” - http://www.museomontagna.org
- Trento (Italia) -  Trento Film Festival Montagne e Culture - http://www.trentofestival.it
- Ulju (Coreea de Sud) - Ulju Mountain Film Festival - http://umff.kr/eng/
- Ushuaia (Argentina) - Festival Internacional de Cine de Montaña Ushuaia SHH… - http://www.shhfestival.com/
- Wanaka (Noua Zeelandă) - NZ Mountain Film & Book Festival - http://mountainfilm.nz/
- Zakopane (Polonia) - Spotkania z Filmem Górskim / Mountain Film Meetings - https://web.archive.org/web/20190602051039/http://spotkania.zakopane.pl/